# Fotobuch

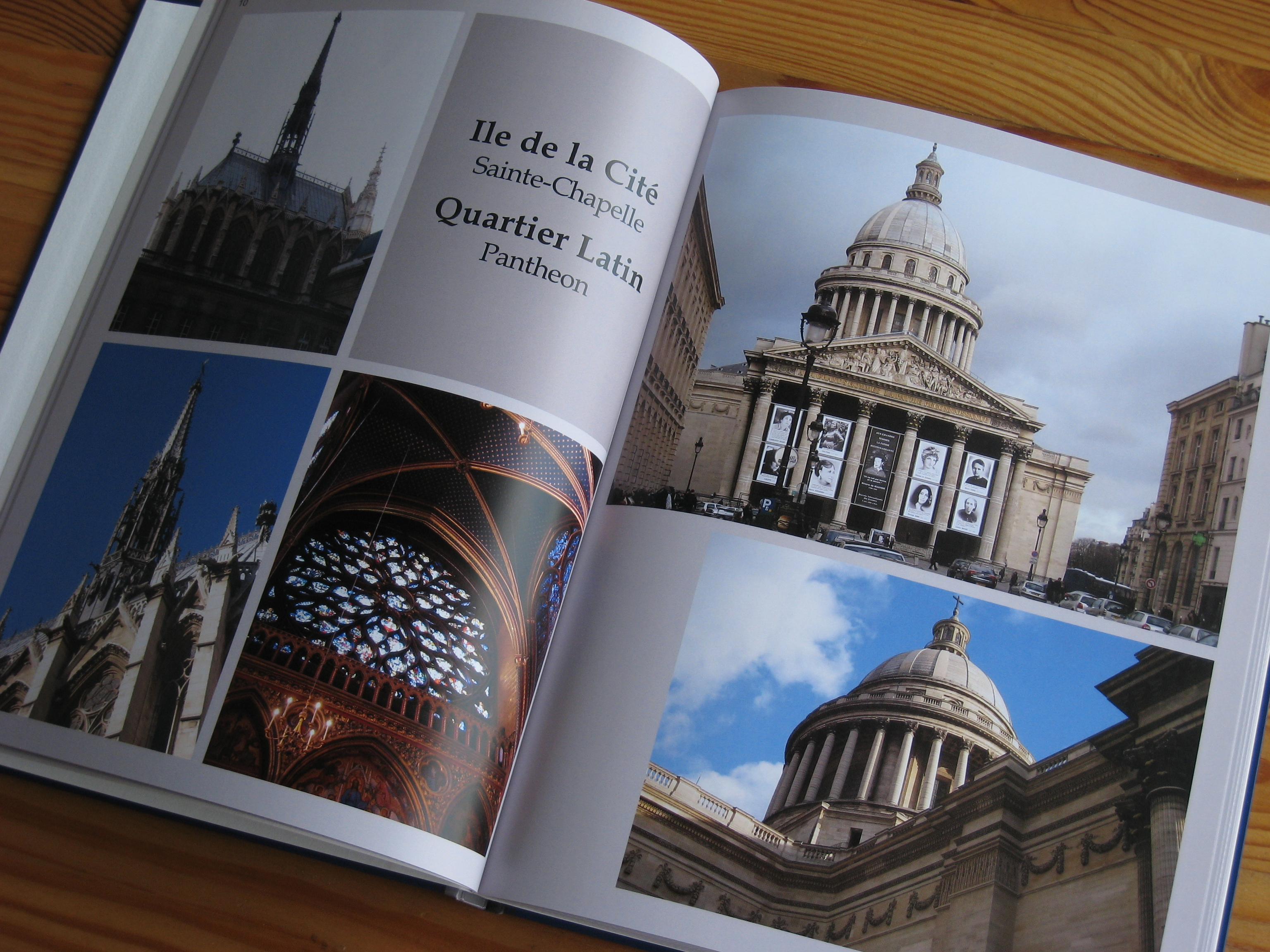
Persönliches Fotobuch

Als Fotobuch bezeichnet man ein Buch, das hauptsächlich aus Fotos besteht. Dies kann ein individuell hergestelltes, digital gedrucktes Buch sein, oder ein in einer Auflage gedrucktes, von einem Verlag oder im Selbstverlag herausgebrachtes Buch. Man bezeichnet Bildbände, Ausstellungskataloge, Künstlerbücher, Fachbücher über fotografische Gestaltungsfragen oder Apparaturen und fotohistorische Bücher als Fotobücher. Wo genau die Grenzen sind, also ob die Kodex-Form zwingend erforderlich ist oder etwa Mappenwerke oder Leporellos noch als Fotobuch bezeichnet werden können, wird in der Fotobuchforschung diskutiert. Es gibt auch Versuche, das Fotobuch sehr viel enger zu definieren und zum Beispiel von Ausstellungskatalogen, touristischen Bildbänden und Fotografie-Lehrbüchern zu unterscheiden. Demnach wäre ein Fotobuch ein Buch mit oder ohne Text, dessen wesentliche Aussage durch Fotografien transportiert wird und dessen Autor der Fotograf oder die Herausgeber, gegebenenfalls auch mehrere Fotografen sind. Für die Aussage des Buchs spielen auch Aspekte wie Layout, Format, Bindung und Papierqualität eine Rolle.

## Geschichte und Entwicklung
Kurz nach der Erfindung der Fotografie wurden schon Buchformen dafür entwickelt. Anna Atkins fertigte Cyanotypien von Algen an und nähte diese zu Büchern zusammen, den ersten Band hat sie 1843 fertiggestellt. Der Erfinder der Kalotypie, William Henry Fox Talbot, veröffentlichte 1844 den ersten Band von The Pencil of Nature, wobei die Papierabzüge hier in ein gedrucktes Buch eingeklebt wurden. Ein sehr frühes Beispiel eines Buchs mit inszenierten Fotografien, die zur Illustration von Gedichten dienen, ist Alfred Tennyson's Idylls of the King and Other Poems Illustrated by Julia Margaret Cameron aus dem Jahr 1874 von Julia Margaret Cameron.
Seit den 1880er Jahren war es durch das Rasterdruckverfahren möglich, Bilder und Text in einem Arbeitsgang zusammen zu drucken und große Auflagen maschinell herzustellen. Phasenweise gab es eine sehr intensive Fotobuch-Produktion, so wurde das Fotobuch in den 1920er und 1930er Jahren ein wichtiges Medium für dokumentarische Anliegen vor allem in den Vereinigten Staaten, Westeuropa und der Sowjetunion.
Für Fotokünstler, Fotojournalisten und andere Fotografen ist das Fotobuch eine ganz eigene Form für eine fotografische Arbeit, in der andere Parameter wirksam werden als etwa in einer Ausstellung oder in einer Bildstrecke in einem Magazin. Text kann, muss aber keine Rolle in einem Fotobuch spielen.

## Das persönliche Fotobuch

### Gestaltung, Herstellung und Vertrieb
Die für ein digital erstelltes Fotobuch verwendeten Bilder (mit einer Digitalkamera aufgenommen oder eingescannt) werden mit Hilfe eines Layoutprogrammes, das meist kostenlos von der Website eines Anbieters heruntergeladen werden kann, in einem virtuellen Buch nach Belieben zusammengestellt. In der Regel stellt eine derartige Software mittlerweile auch zahlreiche Vorlagen für das Layout der einzelnen Seiten zur Verfügung. Freie Bildgestaltungsmöglichkeiten bieten sich meist auch beim Umschlag. Zudem besteht die Möglichkeit, das Buch nach Belieben mit Text zu versehen, sodass sich nicht nur einzelne Bilder beschriften lassen können, sondern – vergleichbar mit einem Bildband – auch ganze Seiten nur Text enthalten dürfen. Nur begrenzte Möglichkeiten hat der Benutzer aber hinsichtlich der Seitenanzahl des Produkts (minimale und maximale Seitenanzahl, einzelne Erweiterungen des Umfangs nur um eine bestimmte Seitenmenge).
Das Programm erstellt die Bestelldaten und nimmt gegebenenfalls technische Prüfungen an den Benutzereingaben und der verwendeten Bilder vor. Die fertigen Bestelldaten werden via Internet auf den Server des Anbieters geladen, alternativ auf CD gebrannt und auf dem Postweg versandt oder, auch via Speicherkarte, beim Fotohändler abgegeben.

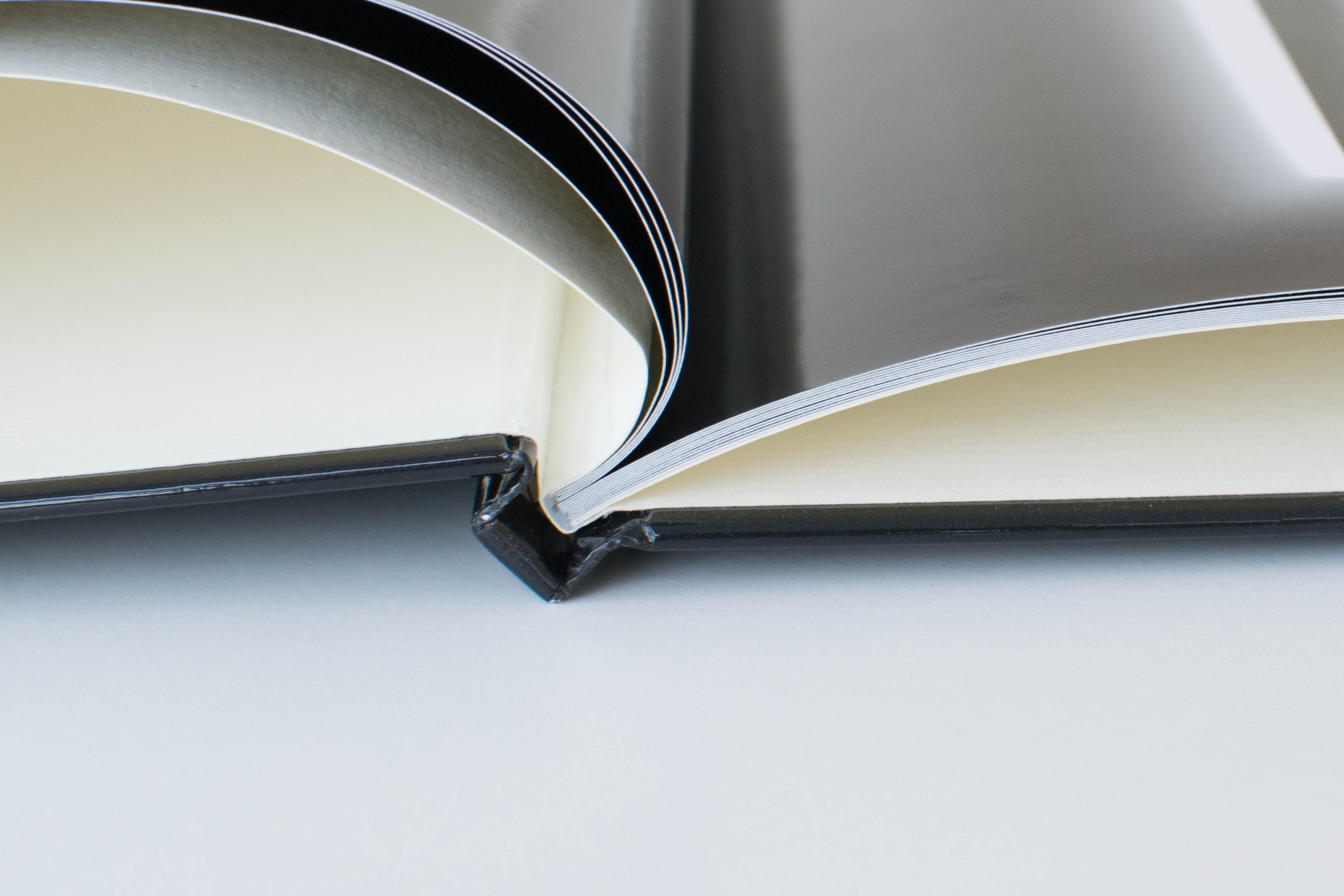
Fotobuch mit Klebebindung

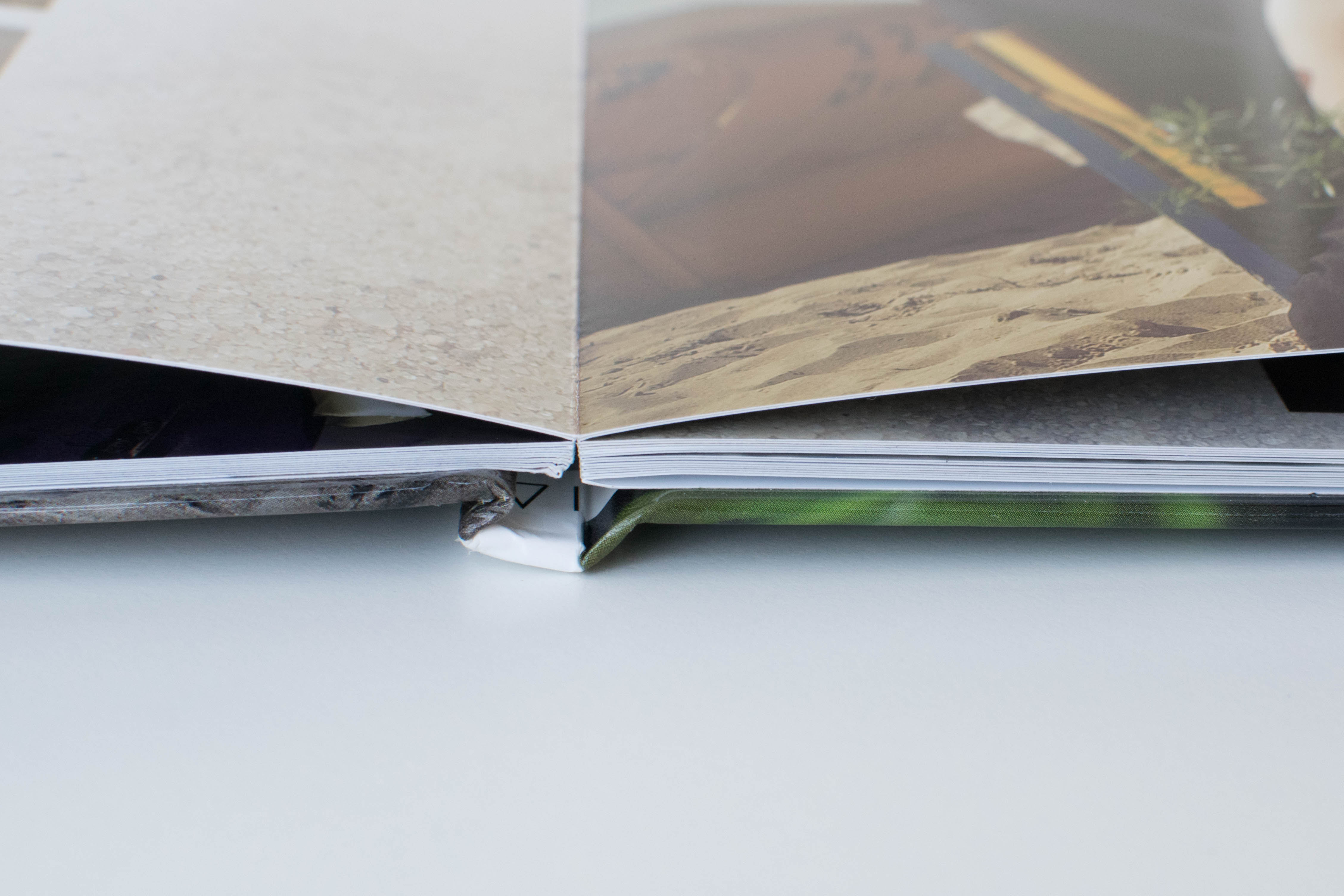
Fotobuch mit Leporello-Bindung

Der Anbieter nimmt die normierten Bestelldaten entgegen, wandelt diese gegebenenfalls in druckfertige Daten um und produziert das persönliche Fotobuch des Kunden. Wegen der geringen Auflage (sehr häufig nur 1 Exemplar) wird mit modernen Digitaldruckmaschinen gearbeitet. Die Qualität des Digitaldrucks reicht nicht ganz an einen herkömmlichen Fotoabzug heran, wird aber stetig verbessert. Fotobücher können auch über einen Fotofachbetrieb mit echten Ausbelichtungen erstellt werden. Diese gewährleisten eine höhere Fotoqualität. Doch das Druckbild digital erstellter Fotobücher lässt sich schon mit der Qualität hochwertiger Bildbände aus dem Buchladen durchaus vergleichen.
Mittlerweile lassen sich Fotobücher äußerst variantenreich gestalten: Es werden verschiedene Formate, Einbände (Leder, Leinen, Hardcover, Softcover) und Bindungen, aber auch unterschiedliche Papiere angeboten. Als Bindeverfahren kommen meist eine günstige Klebebindung, haltbare Fadenheftung oder Leporello-Bindung zum Einsatz. Als preiswertere Varianten haben sehr viele Anbieter auch rückstichgeheftete Broschüren im Programm.
Wenige Tage nach Auftragserteilung bekommt der Kunde das fertig gedruckte oder im Fotolabor belichtete und gebundene Fotobuch zugesandt.
Es gibt mittlerweile eine Vielzahl von Anbietern, die sich hinsichtlich ihrer Bestellsysteme, der Fotobuchqualität, Lieferzeit, Preis und Service unterscheiden.

### Druckverfahren
Die Qualität des Fotobuches hängt auch von dem verwendeten Druckverfahren ab. Bei der Verwendung elektrostatischer Drucksysteme ist die Qualität geringer als bei echtem Fotopapier.
Dieses elektrostatische Druckverfahren kann nicht den vollen Farbraum und die Bildqualität der Digitalkamera wiedergeben. Ursache ist die verlustbehaftete Umwandlung (Farbmanagement) der RGB-Bilder (wie sie von der Kamera als JPEG-Bilder kommen) ins CMYK-Format (in dem der Vierfarbdruck erfolgt). Im gedruckten Bild werden mehrere Farbpunkte direkt nebeneinander gesetzt, um so eine Mischfarbe zu simulieren. Das Grün der Bäume und das Blau des Himmels etwa werden dabei nicht ganz „natürlich“ abgebildet.
Echtes Fotopapier ist in der Lage, alle Pixelinformationen des JPEG-Bildes ohne Qualitätsverluste zu Papier zu bringen, da bei der Verwendung von entsprechendem Fotopapier ein Farbraum von 16,7 Millionen Farben pro Pixel zur Verfügung steht. So können auch glatte Verläufe und homogene Flächen in echter Halbtonwiedergabe dargestellt werden. Das Halbtonverfahren ist eine Drucktechnik, die eine Annäherung von Halbtönen mittels Druckraster ermöglicht. Ein anderes hochwertiges Druckverfahren, neben der Fotochemie, ist das Thermoautochrom-Verfahren, das wegen des hohen Preises jedoch nicht für Fotobücher – im Sinne von Fotoalben – zur Anwendung kommt.
Die Fotobücher, die auf Spezialfotopapier hochwertige Aufnahmen abbilden, sind deutlich teurer. Dieses Fotopapier wird dann zu Fotobüchern mit dickeren Seiten verarbeitet, die etwas an Bilderbücher für Kinder erinnern. Bedingt durch die relativ hohe Stärke des Fotopapiers im Vergleich zu den üblichen Grammaturen, die beim Digitaldruck zum Einsatz kommen, sind in den sogenannten Echtfotobüchern teils erheblich weniger Seiten in einem Fotobuch möglich. Bedingt durch die Belichtung wird Text im Vergleich zum Rasterdruckverfahren schwammiger dargestellt, sodass bei ausbelichteten Büchern erst größere Schriftarten ab 14 Punkt gleiche Qualität erzielen.

### Verbreitung
Neben dem persönlichen Gebrauch (Urlaubserinnerungen, Festhalten von Familienereignissen, Ersatz für ein Fotoalbum) können mit Fotobüchern auch Kleinstauflagen von Büchern im Sinne eines Book-on-Demand (etwa für Geschenke) realisiert werden.
Laut Photoindustrie-Verband wurden 2010 rund 5,7 Millionen individuell erstellte Fotobücher in Deutschland gefertigt. Der Fachverband sah zu diesem Zeitpunkt für Fotobücher auch künftig enormes Wachstumspotenzial.